# جوزيف أ. نولان
جوزيف أ. نولان (بالإنجليزية: Joseph A. Nolan)‏ هو عسكري أمريكي، ولد في 20 يناير 1857 في إنديانا في الولايات المتحدة، وتوفي في 19 أغسطس 1921 في ميشيغان في الولايات المتحدة.